# Malanti Chiefs FC
Der Malanti Chiefs Football Club ist ein Fußballverein aus Piggs Peak, Eswatini.

## Geschichte
Der Verein gewann 2008 den Swazi Cup, was der bisher größte Erfolg ist. Dadurch qualifizierte er sich für den CAF Confederation Cup, wo er aber bereits in der ersten Spielrunde scheiterte.

## Erfolge
- Swazi Cup (1): 2008

## Stadion
Der Verein trägt seine Heimspiele im Rocklands Stadium aus.

## Statistik in den CAF-Wettbewerben
| Wettbewerb                 | Runde         | Gegner                       | Hinspiel | Rückspiel |  |
| -------------------------- | ------------- | ---------------------------- | -------- | --------- |  |
|                            |               |                              |          |           |  |
| CAF Confederation Cup 2009 | Qualifikation | Atlético Muçulmano da Matola | 0:1 (A)  | 5:1 (H)   |  |
|                            | 1. Runde      | AS Vita Club                 | 1:3 (H)  | 0:3 (A)   |  |